# Фармакопея
Фармакопе́я, також фармакопе́йна стаття́ — нормативно-технічний документ, який встановлює вимоги до лікарського засобу, його пакування, умов і терміну зберігання та методів контролю якості. Положення фармакопейної статті є обов'язковими на території певної країни, де діє даний документ.
Фармакопейні статті поділяються на загальні й приватні. Загальні фармакопейні статті містять описи методів аналізу лікарських засобів, дані реактиви й індикатори, що застосовуються при цьому. Приватні фармакопейні статті — стандарти лікарських засобів, містять переліки показників і методів контролю якості лікарських засобів та описи лікарських засобів, а також допоміжних речовин і сировини для їхнього виробництва. Загальні й приватні фармацевтичні статті періодично переглядаються та редагуються.
Положення фармакопеї засновані на досягненнях фармацевтичної хімії і її фармацевтичного аналізу, його критеріїв, способів та методів. Для забезпечення вимог фармакопеї формується перелік відповідних стандартних зразків.
Державна фармакопея (ДФ) — фармакопея, яка перебуває під державним наглядом і має юридичну силу. Вимоги ДФ обов'язкові до виконання для всіх суб'єктів звернення лікарських засобів даної держави, що займаються виробництвом (виготовленням), зберіганням і застосуванням лікарських засобів.

## Історія
Історія зборів матеріалів з фармації починається зі стародавніх рукописів, зокрема папірус Едвіна Сміта, збірник Плінія Старшого, «Сад Здоров’я» Петера Шеффеля, «Велика фармакопея» Лі Шичженя та інші.
Попередниками фармакопеї були рецептурні довідники — наприклад, «Антидотарій» Миколи Салернського, виданий в 1140 році. У них десь у середині XVI століття стали вживати термін «фармакопея». Перша державна фармакопея була видана в 1698 році в Бранденбурзі латинською мовою.

## Національні фармакопеї
У XIX — початку XX ст. в багатьох країнах стали видавати національні фармакопеї. Найбільш авторитетні закордонні національні фармакопеї — Американська фармакопея (англ. United States Pharmacopoeia) (USP; з 1820 року, 38-е вид., 2015); Британська фармакопея (англ. British Pharmacopoeia) (ВР, з 1864 року; має державний статус в Австралії, Канаді, Республіці Корея); Японська фармакопея (JP, з 1886 року, 17-е вид., 2016).

### Україна
До складу фармакопейної статті входять положення щодо виготовлення ліків та визначення їх якості, визначаються найбільші разові дози препаратів, встановлюються вимоги до лікарських засобів. Затверджуються тільки для об'єктів серійного виробництва, котрі дозволені для медичного використання та включені до Державного реєстру лікарських засобів України.
Державна фармакопея України I видання випущена в 2001 році, чотири додаткових томи — в 2004, 2008, 2009 і 2011 роках відповідно, українською та російською мовами. Державна фармакопея України II видання українською мовою була опублікована в 2015 році, а з 1 січня 2017 року набуло чинності доповнення № 1 до II видання. Державна фармакопея України практично повністю гармонізована з Європейською Фармакопеєю.
30 липня 2025 року, згідно Указу Президента України утворена делегація України для участі у засіданнях Європейської комісії з фармакопеї (м. Страсбург, Французька Республіка).

### Білорусь
Норми, що стосуються Державної фармакопеї Республіки Білорусь, містяться в Законі Республіки Білорусь від 20 липня 2006 року N 161-З «Про лікарські засоби».
Державна фармакопея Республіки Білорусь I видання в 3 томах була опублікована в 2007—2009 роках. Фармакопея Республіки Білорусь практично повністю гармонізована з Європейською фармакопеєю. Структура більшості фармакопейних статей містить загальну частину, засновану на вимогах Європейської фармакопеї, й національну частину, засновану на вимогах законодавства Республіки Білорусь.
З 1 січня 2013 року введено в дію перший том Державної фармакопеї Республіки Білорусь II видання, а в 2015 році вийшов другий том Державної фармакопеї Республіки Білорусь II видання.

### Казахстан
Положення, що закріплюють статус Державної фармакопеї Республіки Казахстан встановлено в Кодексі Республіки Казахстан від 18 вересня 2009 року N 193-IV «Про здоров'я народу і систему охорони здоров'я».
Державна фармакопея Республіки Казахстан I видання опублікована у 2008—2009 роках у двох томах українською та російською мовами, в 2014 році здійснено публікацію третього тому I видання Державної фармакопеї Республіки Казахстан. Фармакопея Республіки Казахстан практично повністю гармонізована з Європейською фармакопеєю. Структура більшості фармакопейних статей містить загальну частину, засновану на вимогах Європейської фармакопеї, й національну частину, засновану на вимогах законодавства Республіки Казахстан.
У 2015 році опублікований перший том II видання Державної фармакопеї Республіки Казахстан.

## Міжнародна й регіональні фармакопеї
Перший том першого видання Міжнародної фармакопеї (англ. The International Pharmacopoeia) опублікований в 1951 році, другий том — в 1955 році. У 2006 році вийшло 4-е видання в 2-х томах. У 2008 році воно ж перевидано разом з першим доповненням. Міжнародною фармакопеєю користуються країни, які не мають власних (національних) фармакопей.
Європейська фармакопея (англ. European Pharmacopoeia; нім. PhEur, Europäisches Arzneibuch) містить норми, що діють на території європейського економічного регіону, видана від імені Ради Європи та діє в більшості країн Європи.

## Гармонізація фармакопеї світу
Початок міжнародної гармонізації фармакопеї почався в 1948 році, коли Секретаріатом Всесвітньої організації охорони здоров'я (ВООЗ) було отримано відповідний мандат. Перший том першого видання Міжнародної фармакопеї підготовлений з метою гармонізації вимог до якості фармацевтичних засобів у всьому світі.
З 2012 року для гармонізації фармакопеї під егідою Експертного комітету ВООЗ зі специфікації лікарських засобів здійснювалася розробка стандарту ВООЗ «Належна фармакопейна практика» (GPhP), завершена до теперішнього часу.
Одним із прикладів ефективних зусиль щодо гармонізації фармакопеї є робота Фармакопейної дискусійної групи (PDG), що здійснює гармонізацію вимог Європейської, Американської та Японської фармакопей.